# Субъект преступления
Субъект преступления — лицо, осуществляющее воздействие на объект уголовно-правовой охраны и способное нести за это ответственность. Признаки субъекта преступления образуют один из элементов состава преступления. Наличие у лица, совершившего преступление, определённых субъективных признаков может рассматриваться также как условие уголовной ответственности.
Хотя уголовным законом и ставятся под охрану определённого рода объекты, уголовно-правовой запрет охватывает не все возможные случаи причинения им вреда. Так, очевидно, что за пределами современного уголовного права должен находиться вред собственности, причинённый стихийными силами природы, вред жизни и здоровью, причинённый дикими животными и т. д., хотя истории и известны случаи привлечения к уголовной ответственности быков, свиней, петухов, крыс и мышей, саранчи, и даже колоколов и морских проливов.

## Субъект преступления и другие термины, обозначающие преступника
Некоторые учёные предлагают заменить понятие «субъект преступления» на понятие «субъект уголовной ответственности», которое определяется как «совершившее предусмотренное уголовным законом общественно опасное деяние физическое лицо, обладающее вменяемостью и надлежащим возрастом». По другой точке зрения, понятия «субъект преступления» и «субъект уголовной ответственности» являются различными по содержанию: субъект преступления — это лицо, которое несёт в себе психическое отношение к своему потенциальному деянию и его последствию, а субъект уголовной ответственности представляет собой «лицо, признаки которого дифференцируют уголовную ответственность». Действительно, для уголовной ответственности в целом имеют значение и такие признаки, как пол и пожилой возраст лица (например, в российском уголовном праве они имеют значение при решении вопроса о возможности применения пожизненного лишения свободы и смертной казни), в зависимости от определённых признаков лица может дифференцироваться место отбывания им лишения свободы и т. д. В состав признаков субъекта уголовной ответственности входят таким образом, помимо характеристик субъекта, являющихся признаками состава преступления, ещё и «социально-этические характеристики личности с позиций „хороший — плохой“».
Также от понятия «субъект преступления» следует отличать понятие «личность преступника». Данные понятия относятся к одному и тому же лицу — к человеку, совершившему преступление. Однако содержание этих понятий и их уголовно-правовое значение не совпадают. Личность преступника — это «совокупность социально значимых негативных свойств, развившихся в процессе многообразных и систематических взаимодействий с другими людьми… социальный характер личности преступника позволяет рассматривать его как члена общества, социальной группы или иных общностей, как носителя социально типичных черт».
Субъект преступления представляет собой правовое понятие и определяет юридическую характеристику лица, совершившего преступление; он ограничен только признаками (физическое лицо, возраст, вменяемость), которые необходимы для наступления уголовной ответственности в отношении лица, совершившего общественно опасное деяние, которые составляют лишь небольшую часть признаков лица.
Таким образом, понятие «личность преступника» является более широким, чем понятие «субъект преступления». При этом данные понятия имеют разные функции: субъект выступает в качестве одного из условий уголовной ответственности, а личность преступника учитывается в уголовном праве при индивидуализации наказания, поскольку только комплексный учёт признаков лица может позволить достичь таких целей наказания, как специальная превенция и исправление осуждённого.
Тождественным по смыслу понятию «субъект преступления» в уголовном законе является также термин «лицо». Лицо в уголовном праве обладает всеми признаками субъекта преступления, полностью ему равноценно; если лицо не обладает признаками субъекта, к нему не могут быть применены меры наказания, оно не может быть соучастником преступления и т. д.

## Совершение деяния лицом, не обладающим признаками субъекта
В случае, когда общественно опасное деяние совершает лицо, не обладающее признаками субъекта преступления, к нему не применяются никакие меры уголовно-правового воздействия. Тем не менее, с деятельностью такого лица может быть связано так называемое посредственное причинение: «деятельность по совершению преступления руками лица, которое заведомо для субъекта, стоящего за его спиной (действительного исполнителя), не может в силу определённых обстоятельств (отсутствие специального свойства; невменяемость или недостижение необходимого для уголовной ответственности возраста; совершение действия в результате психического принуждения, вызвавшего состояние крайней необходимости; отсутствие умысла) нести уголовную ответственность в качестве исполнителя этого преступления».
Субъектом преступления в данном случае будет считаться человек, заставивший такое лицо совершить общественно опасное деяние, именно он признаётся лицом, индивидуально совершившим преступление, его исполнителем. Лицо, не обладающее признаками субъекта, в такой ситуации фактически будет выступать «живым орудием» совершения преступления; его использование не будет образовывать соучастия.
Некоторыми авторами указывается на проблемы, связанные с такой концепцией, носящие как общефилософский (отнесение в уголовно-правовой теории и в уголовном законе невменяемых и лиц, не достигших возраста уголовной ответственности, к неким «живым орудиям» вряд ли можно признать соответствующим особому статусу индивида как социальной личности), так и чисто практический характер (вопрос об ответственности за последствия, причинённые лицом, не обладающим признаками субъекта, по своей инициативе, которые не охватывались умыслом лица, склонившего его к совершению общественно опасного деяния; о вытекающей из непризнания соучастия меньшей общественной опасности разбойного нападения, изнасилования, совершенных двумя субъектами, один из которых оказался невменяемым или не достиг возраста уголовной ответственности, по сравнению с разбоем, изнасилованием, совершенными двумя вменяемыми и достигшими возраста уголовной ответственности лицами), причём для их разрешения предлагается распространить понятие исполнителя преступления и на лиц, не обладающих признаками субъекта преступления.

## Признаки субъекта преступления
Содержание субъекта преступления как элемента состава преступления раскрывается через содержание его признаков. К числу обязательных признаков субъекта относятся:
1. Характеристика лица как физического (а в некоторых странах — и как юридического).
2. Возраст.
3. Вменяемость.

Прочие признаки субъекта, имеющие уголовно-правовое значение, являются факультативными и входят в содержание понятия «специальный субъект».

## Юридические лица как субъект преступления
Традиционно субъектом преступления признаётся лишь физическое лицо. Определение понятия «физическое лицо» не закреплено законодательно. Тем не менее, содержание его представляется достаточно ясным: в качестве физического лица в правоотношениях выступает лишь человек.
Однако нельзя не отметить существующих в уголовно-правовой теории и законодательстве стран мира расширений понятия субъекта за счёт включения в него помимо физических также иных лиц. Проблемным является вопрос, касающийся института уголовной ответственности юридических лиц, существующего в некоторых странах мира.
А. П. Козлов обобщает как аргументы сторонников, так и противников данной точки зрения, выдвинутые ещё в XIX веке. В пользу включения юридических лиц в понятие субъекта преступления говорят следующие аргументы:
1. Гражданское и уголовное право устанавливают схожие критерии дееспособности.
2. Принципиальная возможность совершения преступлений корпорациями (заключение мошеннических, ростовщических договоров).
3. Наличие у корпорации определённых правовых благ, которых она может быть лишена решением суда.
4. Возможность применения к юридическим лицам таких наказаний, как роспуск или закрытие, запрещения пребывать в определённом месте, лишение прав, штрафов и т. д.
5. Наличие у юридического лица собственной воли, не совпадающей с волей отдельных его членов, которая может быть преступной, а также возможности осуществить преступление через свои органы.

Против этого выдвигаются следующие положения:
1. Юридические лица могут нести ответственность не за все, а лишь за некоторые преступления (нельзя обвинить акционерное общество в изнасиловании или побоях).
2. К юридическим лицам не применимы наказания: закрытие или ликвидация юридического лица не являются уголовным наказанием, а являются мерами гражданской или административной ответственности. Кроме того, их применение неоправданно, если в целом корпорация ведёт общественно полезную деятельность.
3. Нарушается принцип личной ответственности: наказываются все участники юридического лица в том числе за те действия, к которым они лично никакого отношения не имеют.
4. Невозможно обеспечить присутствие подсудимого в зале судебного заседания.

Кроме того, говорится также о связанной с приданием юридическим лицам статуса субъекта коренной переработке основных институтов уголовного права. Уголовной ответственности подлежат только лица, которые виновно (умышленно либо неосторожно) совершили общественно опасные деяния, признаки которых предусмотрены в уголовном законе, при условии, что они могут давать отчёт в своих действиях и руководить ими. Способностями иметь вину и быть вменяемыми обладают лишь люди. Институт ответственности юридических лиц является новым для уголовного права большинства стран, при этом не исчерпан потенциал усиления гражданской и административной ответственности юридических лиц, а в странах, где юридические лица могут привлекаться к ответственности, правоохранительные органы сталкиваются с проблемами правового и процессуального характера при применении соответствующих положений уголовного закона.
Тем не менее, несмотря на серьёзность возражений против уголовной ответственности юридических лиц, эта идея продолжает оставаться крайне привлекательной, по крайней мере, по отношению к отдельным видам преступных деяний. Так, А. П. Козлов пишет, что признание юридических лиц субъектами преступления может оказаться полезным для осуществления некоторых задач уголовного права. Например, юридическое лицо может быть привлечено к ответственности по статье о невыплате заработной платы, которая может быть применена к субъекту — физическому лицу только при доказанности корыстного мотива.
Отмечается необходимость привлечения юридических лиц к ответственности за экологические преступления, в связи со сложившейся в стране тяжёлой экологической ситуацией, перспективами дальнейшего негативного влияния на природную среду различных отраслей хозяйствования: «Существующая практика реализации норм экологического права, позволяющих остановить деятельность предприятия, запретить выпуск экологически вредной продукции при негативном воздействии на окружающую среду не может решить проблемы борьбы с отравлением и загрязнением природы, поскольку не разработан механизм их действия, механизм полной компенсации ущерба, причиненного экологическим правонарушением здоровью граждан. В частности, невозможно и некому предъявить иск в суде от имени населения к заводам, выпускающим экологически несовершенные автомобили или иную вредную продукцию».
В России вопрос об уголовной ответственности юридических лиц за совершение коррупционных преступлений поднимается в связи с подписанием РФ Европейской конвенции об уголовной ответственности за коррупцию, ст. 18 которой устанавливает, что «Каждая Сторона принимает такие законодательные и иные меры, которые могут потребоваться для обеспечения того, чтобы юридические лица могли быть привлечены к ответственности в связи с совершением уголовных преступлений, заключающихся в активном подкупе, использовании служебного положения в корыстных целях и отмывании денег, квалифицированных в качестве таковых в соответствии с настоящей Конвенцией и совершенных в интересах любого физического лица, действующего в своём личном качестве или в составе органа юридического лица, которое занимает ведущую должность в юридическом лице, путём:
- выполнения представительских функций от имени юридического лица; или
- осуществления права на принятие решений от имени юридического лица; или
- осуществления контрольных функций в рамках юридического лица;

а также за участие такого физического лица в вышеупомянутых преступлениях в качестве соучастника или подстрекателя».
Хотя в литературе отмечается, что такая ответственность юридических лиц не обязательно должна быть уголовной, положения конвенции не исключают и противоположного толкования.
По вопросу о введении уголовной ответственности юридических лиц за преступления в сфере предпринимательской деятельности отмечается, что основаниями для такой ответственности и наказания могут быть:
- возрастание числа совершаемых преступлений в сфере предпринимательской деятельности;
- значительные размеры ущерба, который наносится гражданам, обществу и государству в результате их совершения;
- извлечение юридическими лицами выгоды в ходе совершения нарушающих закон деяний;
- необходимость превентивного воздействия в данной сфере[16].

По вопросу о возможных мерах наказания юридического лица было высказано следующее суждение (в виде перечня таких мер):
1. Штраф, размер которого зависел от тяжести совершенного преступления, характера и размера причиненного вреда, имущественного положения юридического лица. Мог устанавливаться штраф, например, в размере некоторой части или полной величины годового дохода лица.
2. Запрещение заниматься определённой деятельностью, которое может включать в себя запрет на совершение сделок определённых категорий, эмиссию акций или других ценных бумаг, запрет на получение от государства денежных субсидий, дотаций или каких-либо льгот.
3. Ликвидация юридического лица, заключающаяся в полном принудительном прекращении его деятельности, имеющем соответствующие гражданско-правовые последствия. Данный вид наказания может применяться, если тяжесть содеянного свидетельствует о невозможности продолжения функционирования данного юридического лица.
4. Конфискация имущества — принудительное безвозмездное изъятие в собственность государства всего или части имущества юридического лица. Конфискация может применяться как дополнительное наказание к ликвидации юридического лица.

Высказываются также суждения по поводу виновности юридического лица, которая обосновывается наличием у него самостоятельной (хотя и коллективной) воли, отличающейся от воли отдельных участников лица, и подкрепляется возможностью юридического лица виновно совершать гражданские правонарушения.

## Возраст уголовной ответственности
Возраст уголовной ответственности — это возраст, по достижении которого лицо в соответствии с нормами уголовного права может быть привлечено к уголовной ответственности за совершение общественно опасного деяния. В уголовном законодательстве большинства стран устанавливается некий минимальный возраст уголовной ответственности — некий предельный возраст, по достижении которого лицо считается способным осознавать социальную значимость всех охраняемых уголовным правом объектов.
Вопрос о избрании определённого минимального возраста уголовной ответственности является уголовно-политическим; в каждой стране и в каждый исторический период он решается по-своему, исходя из действующих в данный момент политических, социальных, экономических условий.
В законодательстве также может предусматриваться возможность дифференциации возрастных пределов уголовной ответственности путём установления пониженного и повышенного возраста уголовной ответственности для отдельных составов.

## Вменяемость и невменяемость
Невменяемость — состояние лица, при котором оно не в состоянии осознавать фактический характер и общественную опасность своих действий либо руководить ими вследствие психического заболевания или иного болезненного состояния психики. Невменяемость в уголовном праве является основанием для освобождения лица от уголовной ответственности и применения к нему принудительного психиатрического лечения.
Представления о том, что к страдающим психическими заболеваниями лицам нельзя подходить с теми же критериями оценки поведения, что и к психически нормальным, в примитивном виде сформировались уже достаточно давно. Развитие психиатрической науки на современном этапе позволило сформировать представление о невменяемости лиц, совершивших общественно опасные деяния под влиянием расстройств психики, повлиявших на их способности к оценке социальной значимости последствий своих действий и на их волевую сферу.
В современном уголовном праве выделяются медицинский и юридический критерий невменяемости. Юридический критерий включает в себя неспособность лица сформировать необходимое интеллектуальное и волевое отношение к совершаемому деянию. Медицинский (биологический) критерий определяется наличием у лица признаваемого медициной состояния расстройства психической деятельности, которое является причиной наличия юридического критерия.
Говоря о невменяемости, следует отметить также и противоположную ей категорию — вменяемость, которая является обязательным признаком субъекта преступления. В теории уголовного права под вменяемостью, как правило, понимают отсутствие невменяемости.

### Ограниченная вменяемость
Ограниченная вменяемость (уменьшенная вменяемость) — термин, используемый в уголовно-правовой теории для обозначения психического состояния лица, способности которого осознавать характер и общественную опасность своих действий или руководить ими ограничены ввиду наличия у него какого-либо психического расстройства.
Современная юридическая наука признаёт, что лица с нарушениями психики пограничного уровня (различные формы психопатии, неврозы, остаточные явления черепно-мозговых травм, алкоголизм, наркомания, токсикомания и т. д.) не могут быть приравнены в уголовно-правовом отношении к полностью здоровым. Ввиду этого в той или иной форме концепция ограниченной вменяемости находит выражение в законодательстве многих стран мира: Франции, ФРГ, Швейцарии, Польши и т. д.

## Ответственность лиц, совершивших преступления в состоянии опьянения
В уголовном законодательстве многих государств имеется специальная норма, устанавливающая особенности привлечения к уголовной ответственности лица, совершившего преступление в состоянии физиологического алкогольного или наркотического опьянения (которое, в отличие от патологического опьянения, не признаётся психическим расстройством).
Появление данной нормы в уголовном законодательстве вызвано тем, что в состоянии опьянения совершается значительное число преступлений (около 50 % хулиганств, разбоев, преступлений против личности совершается в состоянии алкогольного опьянения; наркотическое и иное опьянение встречается гораздо реже). Обычно считается, что освобождение таких лиц от уголовной ответственности в связи с опьянением не отвечает социальным задачам уголовного права.
Тем не менее, крайне дискуссионным является вопрос относительно уголовно-правовой оценки алкогольного опьянения тяжкой степени. Предлагается по меньшей мере четыре подхода к ответственности лиц, совершивших преступление в состоянии такого опьянения:
1. Такие лица являются невменяемыми и не должны нести уголовную ответственность.
2. Такие лица являются невменяемыми, но должны нести уголовную ответственность в целях общего предупреждения или за добровольное доведение себя до состояния опьянения, повлекшего совершение преступления.
3. Опьянение является «аномалией психики», основанием для признания лица ограниченно вменяемым.
4. Такие лица являются вменяемыми и должны нести уголовную ответственность.

## Специальный субъект
Специальный субъект преступления — это лицо, которое, помимо общих признаков субъекта преступления, обладает также дополнительными признаками, необходимыми для привлечения его к уголовной ответственности за конкретное совершённое преступление.
Некоторые уголовно-правовые нормы сконструированы таким образом, что предусмотренное ими деяние может совершить только лицо, обладающее определёнными признаками. Например, неправосудный приговор может вынести только судья, нести ответственность за неоказание медицинской помощи может только лицо, обязанное её оказывать и т. д. В таких случаях говорят, что преступление совершено специальным субъектом.
Признаки специального субъекта могут быть как прямо закреплены в уголовном законе, так и непосредственно вытекать из него, могут закрепляться как в позитивной, так и в негативной форме. В некоторых случаях для определения конкретного круга субъектов, которые могут нести ответственность за совершение преступления необходимо обращение к нормативно-правовым актам других отраслей права.

## Субъект преступления по уголовному праву России
В УК РФ основные признаки субъекта преступления перечислены в статье 19, которая носит название «Общие условия уголовной ответственности» и гласит: «уголовной ответственности подлежит только вменяемое физическое лицо, достигшее возраста, установленного настоящим Кодексом».
Субъектом преступления признаётся только физическое лицо. К числу физических лиц, которые могут подлежать уголовной ответственности, согласно статьям 11-12 УК РФ, относятся как граждане РФ, так и иностранные граждане, лица без гражданства и лица, имеющие двойное гражданство (бипатриды).
Общий возраст уголовной ответственности устанавливается в 16 лет. Устанавливается также пониженный возраст уголовной ответственности (14 лет) для отдельных составов преступлений.
Действующий УК РФ устанавливает, что не подлежит уголовной ответственности лицо, которое во время совершения общественно опасного деяния находилось в состоянии невменяемости, то есть не могло осознавать фактический характер и общественную опасность своих действий (бездействия) либо руководить ими вследствие хронического психического расстройства, временного психического расстройства, слабоумия или иного болезненного состояния психики (часть 1 статьи 21 УК РФ).
Кроме того, имеется норма и об ограниченной вменяемости: часть 1 статьи 22 гласит: «Вменяемое лицо, которое во время совершения преступления в силу психического расстройства не могло в полной мере осознавать фактический характер и общественную опасность своих действий (бездействия) либо руководить ими, подлежит уголовной ответственности». При этом, согласно части 2 статьи 22, данное расстройство учитывается судом при назначении наказания (поскольку таких расстройств нет в перечне отягчающих обстоятельств, они могут рассматриваться лишь как смягчающие вину и ответственность) и может служить основанием для назначения принудительных мер медицинского характера.
Статья 23 УК РФ устанавливает, что лицо, совершившее преступление в состоянии опьянения, вызванном употреблением алкоголя, наркотических средств или других одурманивающих веществ, подлежит уголовной ответственности. Смысл этой статьи заключается в том, что опьянение признаётся нейтральным обстоятельством по отношению к вменяемости лица; оно не признаётся способным оказывать на неё влияние. В связи с этим лица, совершившие преступления в состоянии опьянения, несут ответственность на общих основаниях. Положения статьи 23 УК не следует понимать как влекущие однозначное признание лица вменяемым в момент совершения преступления. Лицо, находящееся в момент совершения преступления в состоянии опьянения, может страдать иным расстройством психики и вследствие этого быть невменяемым.
В первоначальной редакции УК РФ, в отличие от УК РСФСР 1960 года, данное обстоятельство ни в каких случаях не могло признаваться отягчающим. Однако в 2009 году оно было включено в состав статьи 264 УК РФ «Нарушение правил дорожного движения и эксплуатации транспортных средств» в качестве квалифицирующего признака. С 1 ноября 2013 года (после вступления в силу Федерального закона от 21.10.2013 № 270-ФЗ) оно вновь может быть признано отягчающим ответственность, если суд, рассматривающий дело, признает это необходимым (с учётом характера и степени общественной опасности деяния, обстоятельств его совершения и личности виновного).